# Michiel Verweij
Michiel Antoon Verweij, né le 8 juillet 1964 à Oirschot, est un philologue classique, néolatiniste et historien médiéviste néerlandais, également poète latin contemporain sous le nom de plume de Michael Pratensis Oirschotanus.

## Biographie
Après avoir étudié la philologie classique à l'Université catholique de Louvain et soutenu sa thèse sous la direction de Jozef IJsewijn en 1993, Michiel Verweij est actif dans divers projets, tant à Louvain qu'à Louvain-la-Neuve, Rome ou Nimègue aux Pays-Bas.
En 2002, 2003-04 et à nouveau en 2010, il est professeur invité à l'Université catholique de Louvain où il est chargé des cours de grammaire latine, d'histoire de la littérature latine du Moyen Âge et, en littérature latine, de l'interprétation des auteurs post-classiques.
Il exerce la fonction de conservateur au Cabinet des manuscrits de la Bibliothèque royale de Belgique du 7 juin 2004 au 31 août 2016, date à laquelle il rejoint la Réserve précieuse de cette institution.  
Michiel Verweij habite à Louvain[Laquelle ?].

## Recherches
Parmi ses recherches, on peut citer celles sur la correspondance de Franciscus van Cranevelt (nl), soit 385 lettres autographes datant de 1520, sur la correspondance d'Érasme, sur Adrien VI, — le seul pape originaire des Pays-Bas — et son entourage louvaniste, sur Christiaan van der Ameijden (ca. 1530-1605), sur la transmission du manuscrit Summa de virtutibus de Guillaume Peyraud (fl. 1250), sur les manuscrits des auteurs classiques latins conservés dans les collections de la Bibliothèque royale de Belgique, sur la correspondance humaniste conservée dans cette même institution et sur les manuscrits de la bibliothèque des ducs de Bourgogne.

## Exposition sur le pape Adrien VI

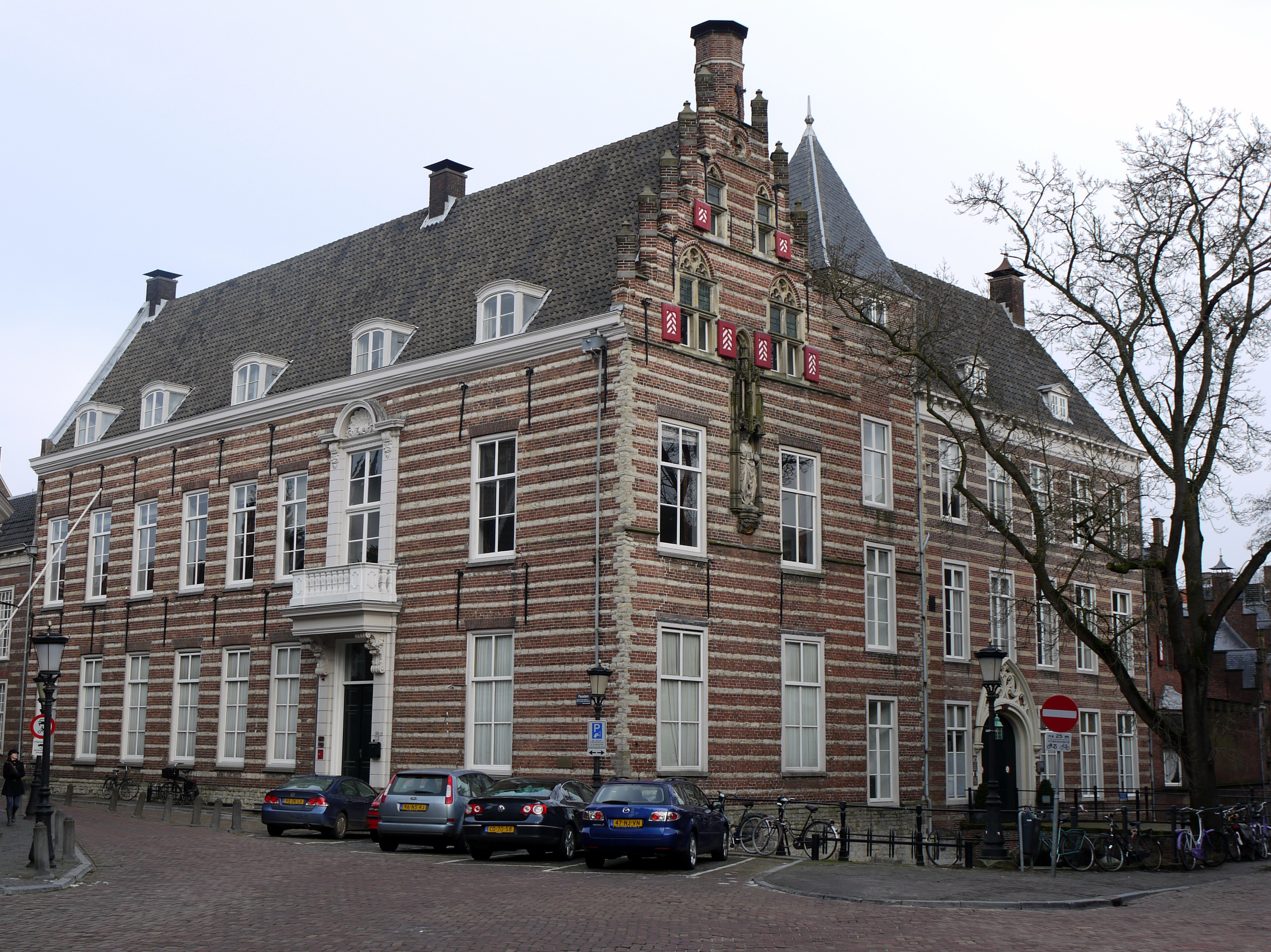
La Paushuize à Utrecht
où s'est tenue l'exposition sur Adrien VI organisée par Michiel Verweij

Afin de célébrer le 550e anniversaire de la naissance du pape Adrien VI, Michiel Verweij a organisé, en collaboration avec la Bibliothèque royale de Belgique et la Katholieke Universiteit Leuven, l'exposition De paus uit de Lage Landen : Adrianus VI qui s'est tenue en 2009 à la Paushuize (nl) à Utrecht, puis en 2010 à la Bibliothèque Maurits Sabbe à Louvain.

## Publications
- 1992 : Vladeracci tres, pater et filii, poetae Latini Silvaeducenses (saec. XVI ex.), Academia Latinitati Fovendae, Bibliotheca scriptorum Latinorum, 2, Rome, 1991 (en réalité: 1992)
- 1994 : Litterae ad Craneveldium Balduinianae. A Preliminary Edition, 3, lettres 56-85 (mai-octobre 1521), édité par J. Ijsewijn, D. Sacré, G. Tournoy et M. Verweij, dans: Humanistica Lovaniensia, 43, 1994, 15-68.
- 1995 : « Litterae ad Craneveldium. A Preliminary Edition », 4, lettres 86-116 (novembre 1521, juin 1522, avril 1523, novembre 1528), édité par J. Ijsewijn, D. Sacré, G. Tournoy et M. Verweij, Humanistica Lovaniensia, 44, 1995, 1-78.
- 1996 : « Onbekend Leuvens patrimonium in Rome : het graf van Henricus Gravius », Arca Lovaniensis artis atque historiae rederans documenta, 25, 2001, p. 71-79 (d'après un tapuscrit rédigé en 1996).
- 1997 : « Remarks on some so-called Erasmian correspondence », Humanistica Lovaniensia, 46, 199, p. 114-126.
- 1998 : « Erasmus in the Collectanea, 1520-1530, of Gerard Geldenhouwer (1482-1542) », Lias, 25, 1998, p. 31-41.
- 1999 : « Justus Lipsius and Willem van Breugel of Oirschot, G. Tournoy-J. De Landtsheer-J. Papy (éd.), Iustus Lipsius Europae lumen et columen. Proceedings of the International Colloquium Leuven 17-19 September 1997 », Supplementa Humanistica Lovaniensia 15, Louvain, 1999, p. 221-232.
- 2000 : « The Liber Congregationis Maioratus Silveducensis : a register of a 17th-century Leuven student fraternity », D. Sacré-G. Tournoy (éd.), Myricae. Essays on Neo-Latin literature in memory of Joseph Ijsewijn », Supplementa Humanistica Lovaniensia, 16, Louvain, 2000, p. 591-616.
- 2001 : « Dirk van Heeze en zijn verraad van Erasmus », Brabants heem, 53, 2001, p. 14-24.
- 2001 : « Franciscus Craneveldius and the three Leonardi of Bruges. A study in patronage », Humanistica Lovaniensia, 50, 2001, p. 143-159.
- 2001 : « Petrus Vladeraccus. Tobias (1598) », Supplementa Humanistica Lovaniensia 17, Louvain : Leuven University Press, 2001, 192 p.
- 2002 : Pas de deux in stilte. De briefwisseling tussen Desiderius Erasmus en Paus Adrianus VI (1522-1523), traduit du latin et commenté, préface d'Adriaan H. van Luyn, Rotterdam, 2002, 98 p.
- 2002 : « The last Netherlandish papal singer and composer in Rome. A biography of Christiaan van der Ameijden of Oirschot († 1605) », Tijdschrift van de Koninklijke Vereniging voor Nederlandse Muziekgeschiedenis, 52, 2002, p. 132-158.
- 2002 : « Een onbekend handschrift van het Collegium Trilingue in Londen », Ex officina, 15/3, 2002, p. 4-5.
- 2002 : « Three Peraldus manuscripts at Gonville and Caius College, Cambridge », Transactions of the Cambridge Bibliographical Society, 12, 2002, p. 322-330.
- 2003 : « Een Brabantse componist in Rome: Christiaan van der Ameijden uit Oirschot », Brabants heem, 55 (1), 1-11, 2003
- 2003 : « Zwei (oder drei) Chemnitzer Peraldushandschriften in Leipzig », Codices manuscripti, Heft 44/45, septembre 2003, p. 3-12.
- 2003 : De Santa Maria dell’Anima te Rome. Bezoekersgids, Rotterdam, 2003, 112 p.
- 2003-2004 : « Het lezen en begrijpen van Latijnse poëzie : enkele gedachten en suggesties », Kleio. Tijdschrift voor oude talen en antieke cultuur, 33, 2003-2004, p. 29-36.
- 2004 : « Comic elements in 16th-century Latin school drama in the Low Countries », Humanistica Lovaniensia, 53, Louvain, 2004, p. 175-190.
- 2005 : Een Oirschottenaar in Rome : Biographie van Christiaan van der Ameijden (+1605), pauselijk zanger en componist, La Haye, 2005.
- 2006 : « Peraldus manuscripts in Sankt Gallen. A question of context », Scriptorium. Revue internationale des études relatives aux manuscrits / International review of manuscript studies, 60, 2006, p. 107-123.
- 2006 : « The manuscript transmission of the Summa de virtutibus by Guillielmus Peraldus. A preliminary survey of the manuscripts », Medioevo, 31, 2006, p. 103-296.
- 2008 : « Winnie the Pooh in Latin. Or how to put delightful English into equally enjoyable Latin », Humanistica Lovaniensia, 57, 2008, p. 301-319.

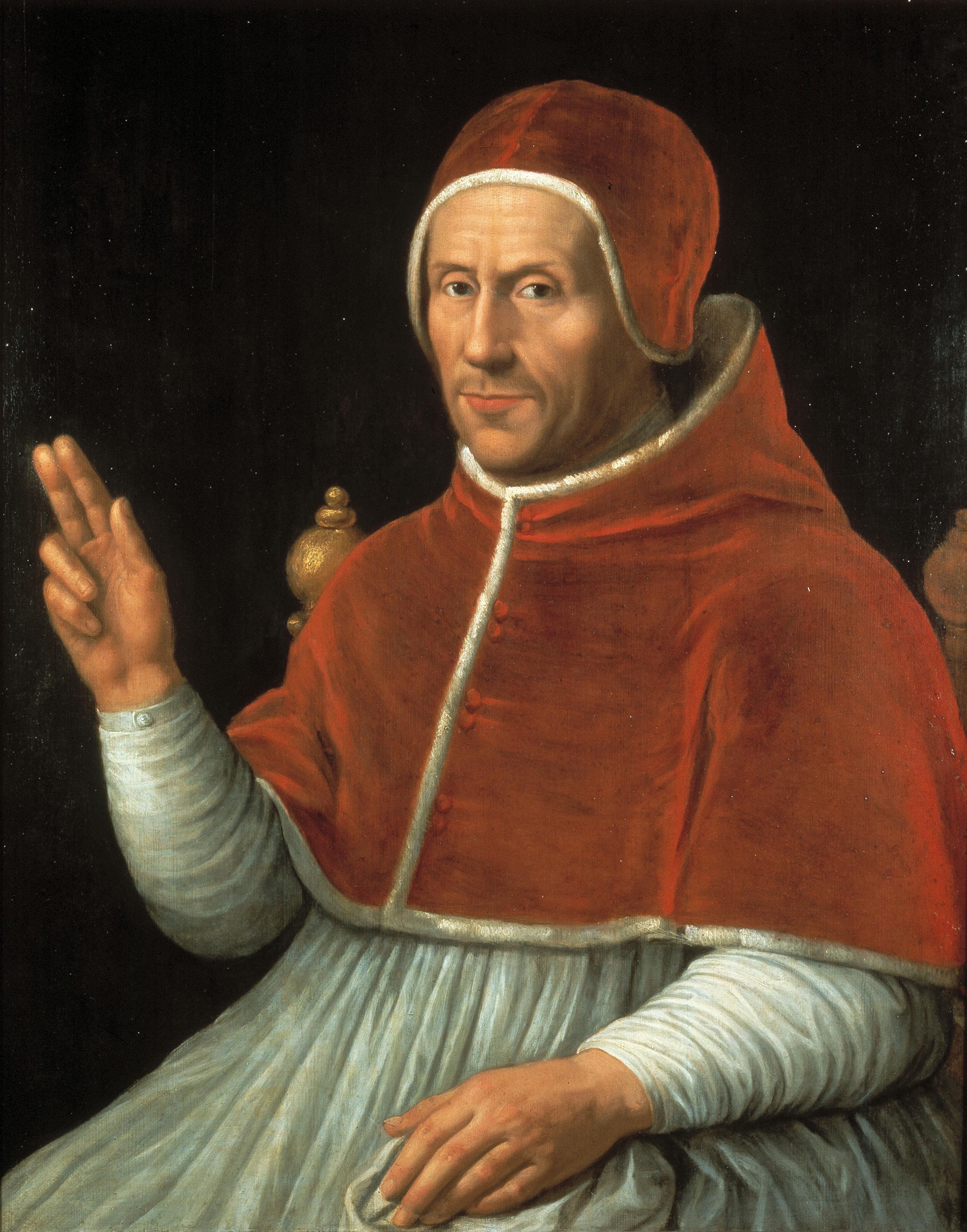
Le pape Adrien VI, par Jan van Scorel, auquel Michiel Verweij a consacré plusieurs études

- 2008 : Les Seigneurs du livre. Les grands collectionneurs du XIXe siècle à la Bibliothèque royale de Belgique, catalogue, Bruxelles,  (ISBN 2-87093-164-6) : descriptions diverses de livres et rubriques : 
  - Sénèque, De quattuor virtutibus cardinalibus, notice no 32, p. 83-84.
  - Johannes Despauterius, notice no 33, p. 84-86.
  - Statuts du Collège Jean-Jacobs à Bologne, notice no 42, p. 104-105.
  - Nicolaus Clenardus, Institutiones in linguam Graecam, notice no 46, p. 112-113.
  - Lorenzo Pignoria, Characteres Aegyptii, notice n° 47, p. 114-115.
  - Cours de philosophie de l'Université de Louvain, notice n° 83, p. 175-176.
  - Georgius Macropedius, Hecastus, notice n° 89, p. 187-188.
- 2009 : De paus uit de Lage Landen : Adrianus VI (1459-1523). Catalogus bij de tentoonstelling ter gelegenheid van het 550ste geboortejaar van Adriaan van Utrecht[2], Supplementa Humanistica Lovaniensia 27, Leuven : Leuven University Press, 2009,  (ISBN 978 90 5867 776 1)
  - contient : La correspondance de Cranevelt et le cercle d'Adrien VI : un réseau humaniste en plein fonctionnement, dans : De paus uit de lage landen Adrianus VI 1459-1523, Leuven, 2009, p. 107-116.
- 2010 : « Un monument bruxellois inconnu à Rome : la pierre funéraire de Charles Micault dans la S. Maria dell'Anima », Le Parchemin, bulletin édité par l'Office généalogique et héraldique de Belgique, Bruxelles, juillet-août 2010, p. 307-306.
- 2011 : Adrianus VI (1459-1523) : de tragische paus uit de Nederlanden, Antwerpen ; Apeldoorn : Garant, 2011.